# バソリス

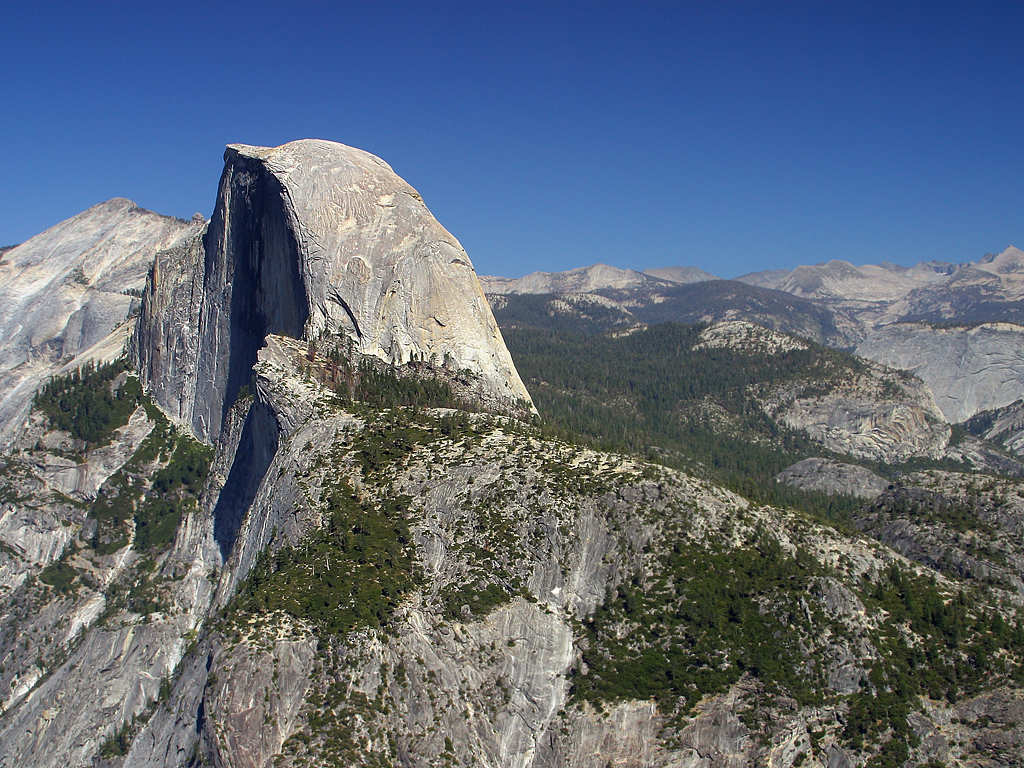
米ヨセミテ国立公園のシエラ・ネバダ・バソリス

バソリス（batholith）とは、深成岩の形のひとつ。底盤（ていばん）とも呼ばれる。「bathy（意は深）」と「lith（意は岩）」の意。
地下5〜30キロメートル程度で固まったマグマの塊で、面積100平方キロメートル以上のものをいう。直径500キロメートル以上に及ぶものもある。ただし、ひとつの岩体ではなく、たくさんの貫入岩体から成っており、花崗岩またはそれに近い岩石で成っている。底がどうなっているかはまだはっきりしていない。日本最古のバソリスは岐阜県北部から富山県南部にかけて分布する船津花崗岩で、約1億8000万年前のジュラ紀前期に貫入、固結した。